# Peter Greenaway
Peter Greenaway (født 5. april 1942) er en britisk filminstruktør. Han er særlig kendt for filmen Tyven, kokken, hans kone og hendes elsker (originaltitel: The Cook, the Thief, His Wife & Her Lover).